# Liebersberg
Das Dorf Liebersberg ist ein Gemeindeteil der Stadt Grafenau im niederbayerischen Landkreis Freyung-Grafenau.

## Geographie
Liebersberg liegt gut zwei Kilometer südlich von Grafenau und westlich der Kreisstraße FRG 9.

## Geschichte
Mit dem bayerischen Gemeindeedikt von 1818 wurde die Gemeinde Liebersberg gebildet. Die Gemeindefläche betrug 1925 etwa 732 Hektar. 1946 wurde die Gemeinde aufgelöst und nach Schlag und Neudorf eingemeindet. Zur Gemeinde Neudorf kamen die Orte Arfenreuth, Grotting, Lindenhof und Seiboldenreuth, zur Gemeinde Schlag kamen Liebersberg und Moosham. 1987 wurde die Gemeinde Schlag und damit auch Liebersberg im Zuge der Gemeindegebietsreform nach Grafenau eingegliedert.